# شهرستان ساری
شهرستان ساری پهناورترین شهرستان استان مازندران است و در شرق استان قرار دارد و از ۶ بخش مرکزی، رودپی شمالی، رودپی، چهاردانگه، دودانگه، کلیجان رستاق تشکیل شده است. شهرستان ساری از شمال با دریای مازندران، از شرق با شهرستان‌های میاندورود و نکا، از جنوب با شهرستان‌های دامغان و مهدی‌شهر در استان سمنان و از غرب با شهرستان‌های قائم‌شهر، سوادکوه، جویبار و سوادکوه شمالی همسایه است. این شهرستان یکی از بزرگ‌ترین و پرجمعیت‌ترین شهرستان‌های شمال کشور است. مرکز این شهرستان شهر ساری و همزمان مرکز استان مازندران است. 

## مردم و جمعیت

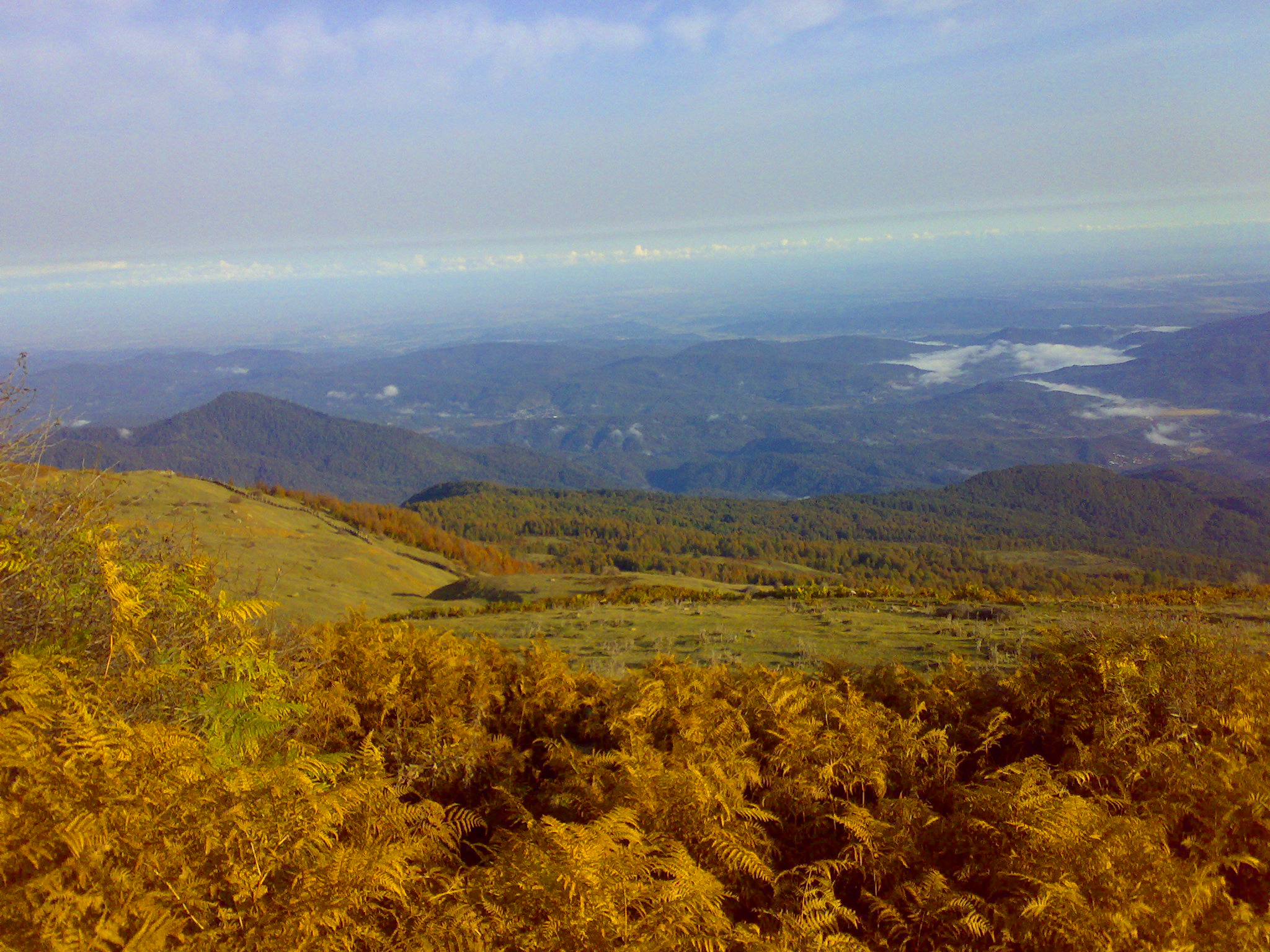
کوه‌های جنوب شهرستان در حوالی باداب سورت

جمعیت شهرستان ساری در سال ۱۳۹۵ خورشیدی بالغ بر ۵۰۴ هزار نفر بوده که از این تعداد بیش از ۳۴۷ هزار نفر در شهر ساری ساکن بودند. شهرستان ساری بزرگ‌ترین شهرستان استان مازندران از نظر وسعت است.  اکثریت و  مردم بومی و کهن ساری مردم طبری هستند به مردم بومی ساری ساروی می‌گویند، مردم شهرستان ساری طبری هستند و به زبان مازندرانی و زبان فارسی با گویش ساروی سخن می‌گویند.

## مرکز خرید بزرگ
۱_دنیای آرزو: بلوار شهیدان فتح‌اللهی بعد از کوی پزشکان.
۲_هایپر قدمت: کیلومتر ۳ اتوبان ساری - قائمشهر.
۳_شهر لوازم خانگی (شعبه ساری): کیلومتر ۷ اتوبان ساری - قائمشهر.
۴_ مرکز خرید ساری مال (پروژه درحال ساخت)
ساری مال یکی از بزرگ‌ترین مرکز خریدهای کشور خواهد بود. بلوار شهیدان فتح‌اللهی بعد از پارک بانوان.

## تقسیمات کشوری

نقشهٔ دهستان‌های شهرستان ساری.

| نقشه استان مازندران به تفکیک شهرستان دریای مازندران رامسر تنکابن عباس آباد کلاردشت چالوس نوشهر نور محمودآباد آمل فریدون کنار سیمرغ بابلسر بابل قائم‌شهر جویبار سوادکوه شمالی سوادکوه ساری میان دورود نکا بهشهر گلوگاه سمنان تهران البرز گیلان گلستان قزوین |

- بخش مرکزی شهرستان ساری
  - دهستان اسفیورد شوراب
  - دهستان کلیجان رستاق سفلی
  - دهستان مذکوره
  - دهستان میان‌دورود کوچک

شهرها: ساری
- بخش رودپی شمالی
  - دهستان فرح‌آباد شمالی
  - دهستان فرح‌آباد جنوبی

شهرها: فرح‌آباد
- بخش رودپی
  - دهستان رودپی شرقی
  - دهستان رودپی غربی

شهرها: آکند
- بخش چهاردانگه
  - دهستان پشتکوه
  - دهستان چهاردانگه
  - دهستان گرماب

شهرها: کیاسر
- بخش دودانگه
  - دهستان بنافت
  - دهستان فریم

شهرها: فریم
- بخش کلیجان‌رستاق
  - دهستان تنگه سلیمان
  - دهستان کلیجان رستاق علیا

شهرها: پایین هولار

## مکان‌های دیدنی ساری
- دریای مازندران‌ - ساحل فرح آباد
- باداب سورت
- میدان ساعت
- خانه کلبادی
- خانه رمدانی
- بوستان ولایت
- مسجد جامع ساری
- پل تجن
- موزه ساری
- برج رسکت
- مجموعه تاریخی - فرهنگی فرح آباد
- برج سلطان زین العابدین
- امامزاده عباس
- امامزاده یحیی
- شاطر گنبد
- پارک ملل
- مجموعه تالابی سراندون و بالندون
- آب‌انبار میرزا مهدی
- آب‌انبار نو
- بام ساری
- میدان امام
- بازار چهارسوق
- پارک قائم
- ساحل فرح آباد
- پارک آفتاب
- پارک صادقیه ساری
- امام زاده‌های قاسم، گنبد سرت، فخرالدین
- امام زاده عیسی بن کاظم
- پارک جنگلی شهید زارع
- مسجد شکوهی
- مسجد حاج مصطفی‌خان
- باغ وحش ساری
- پناه گاه حیات وحش دشت ناز
- پناهگاه حیات وحش سمسکنده
- غارهیلدو: روستای شوراب
- آبشار داراب کلا: روستای آبکا
- دریاچه ازنی: روستای ازنی
- دریاچه میانشه: روستای چورت
- دریاچه پلسک:روستایی پلسک
- پارک جنگلی شهید نوبخت

## صنایع و معادن
در شهرستان ساری صنایع، رونق زیادی دارند. ازعمده‌ترین صنایع شهرستان ساری می‌توان: صنایع غذایی، صنایع چاپ و انتشار، صنایع اشیاء کائوچویی، صنایع تهیه اشیاء فلزی، صنایع نساجی، صنایع چوب، صنایع چرم سازی، صنایع شیمیایی، صنایع غیر فلزی معدنی، پنبه، روغن‌نباتی، آرد، شیر پاستوریزه و مشتقات آن را نام برد. از معادن این منطقه اطلاعات مستندی در دست ما نیست.

## ورزش
| ردیف | نام                    | رشته           | بهترین عملکرد                                         | وضعیت  |
| ---- | ---------------------- | -------------- | ----------------------------------------------------- | ------ |
| ۱    | بال گستر ساری          | فوتبال بانوان  | قهرمانی لیگ برتر فوتبال زنان ایران ۸۷–۱۳۸۶            | انحلال |
| ۲    | شهریار ساری            | فوتبال ساحلی   | نایب قهرمانی لیگ برتر فوتبال ساحلی ۱۳۹۶               | انحلال |
| ۳    | ستارگان ساری           | کشتی آزاد      | نایب قهرمانی لیگ برتر کشتی آزاد                       | فعال   |
| ۴    | شهروندساری             | فوتسال         | چهارم لیگ برتر فوتسال                                 | فعال   |
| ۵    | ویشتاسب‌ساری            | فوتبال         | چهارم جام قهرمانی فوتبال ایران ۱۳۳۹ و ۱۳۴۴(لیگ برتر)  | انحلال |
| ۶    | شهرداری ساری           | فوتبال         | پنجم جام قدس ۶۹–۱۳۶۸ (لیگ برتر)                       | انحلال |
| ۷    | آورتا ساری             | بسکتبال        | لیگ برتر بسکتبال                                      | انحلال |
| ۸    | وحدت ساری              | فوتبال         | لیگ آزادگان(لیگ‌برتر)                                  | انحلال |
| ۹    | آستان قدس ساری         | فوتبال         | لیگ آزادگان(لیگ‌برتر)                                  | انحلال |
| ۱۰   | استقلال ساری           | فوتسال بانوان  | لیگ برتر فوتسال بانوان                                | فعال   |
| ۱۱   | شهروندساری             | فوتسال بانوان  | لیگ برتر فوتسال بانوان                                | انحلال |
| ۱۲   | ساری ۲۱                | والیبال        | لیگ برتر والیبال                                      | انحلال |
| ۱۳   | حافظ ساری              | فوتسال         | لیگ برتر فوتسال                                       | انحلال |
| ۱۴   | صنعت ساری              | فوتبال         | لیگ دسته یک فوتبال                                    | انحلال |
| ۱۵   | نوژن ساری              | فوتبال         | لیگ دسته یک فوتبال / نیمه‌نهایی جام حذفی ایران ۸۵–۱۳۸۴ | انحلال |
| ۱۶   | مازیران ساری           | فوتبال         | لیگ دسته یک فوتبال                                    | انحلال |
| ۱۷   | دریانورد فرح آباد ساری | والیبال بانوان | لیگ دسته یک والیبال زنان ایران                        | انحلال |
| ۱۸   | امیدشهر ساری           | فوتسال         | لیگ دسته یک فوتسال                                    | انحلال |
| ۱۹   | ساحل فرح آباد ساری     | فوتبال ساحلی   | لیگ دسته یک فوتبال ساحلی                              | انحلال |